# Daron Acemoglu
Kamer Daron Acemoglu (n. 3 septembrie 1967, Istanbul, Turcia) este un economist american de origine turcă care din 1993 predă la Institutul Tehnologic din Massachusetts. În 2024 i-a fost decernat Premiul Nobel pentru Științe Economice, alături de Simon Johnson și James A. Robinson, „pentru studii asupra modului în care instituțiile se formează și afectează prosperitatea”.
Născut din părinți armeni la Istanbul, și-a susținut teza de doctorat la London School of Economics la vârsta de 25 de ani. Acemoglu este cunoscut în primul rând pentru munca sa în domeniul economiei politice. El a conceput sute de lucrări, multe dintre acestea în colaborare cu Simon Johnson și James A. Robinson. Împreună cu Robinson a scris Economical Origins of Dictatorship and Democracy (2006) și Why Nations Fail (2012, tradusă în română cu denumirea De ce eșuează națiunile). Cea din urmă, o carte influentă despre rolul pe care îl joacă instituțiile în devenirea economică a națiunilor, a provocat o amplă dezbatere în mijloacele de informare în masă și în mediul academic. Autorul susține că diferențele de dezvoltare dintre țări se datorează exclusiv diferențelor dintre instituțiile politice și economice ale acestora, și respinge alte teorii care le atribuie unor diferențe culturale, climatice, geografice sau lipsei de cunoștințe cu privire la politicile și practicile cele mai bune.
Potrivit datelor colectate de Research Papers in Economics, Daron Acemoglu a fost cel mai citat economist al deceniului de până la 2015.

### Viața particulară
El este căsătorit cu Asuman Ozdaglar, profesoară universitară, și are doi fii.

## Publicații selective
- Acemoglu, Daron; Robinson, James A. (2006). Economic Origins of Dictatorship and Democracy. Cambridge University Press. ISBN 9780521855266.
- Acemoglu, Daron (2008). Introduction to Modern Economic Growth. Princeton University Press. ISBN 9781400835775.
- Acemoglu, Daron; Robinson, James A. (2012). Why Nations Fail. Crown Business]]. ISBN 978-0307719218.
- Acemoglu, Daron; Laibson, David and List, John (2014). Principles of Economics, Pearson, New York.
- Acemoglu, Daron; Robinson, James A. (2019). The Narrow Corridor: States, Societies, and the Fate of Liberty. Penguin Press. ISBN 978-0735224384.
- Acemoglu, Daron, and Johnson, Simon (2023). Power and Progress: Our Thousand-Year Struggle Over Technology and Prosperity. New York: PublicAffairs.